# Brendan Gill
Brendan Gill (* 4. Oktober 1914 in Hartford, Connecticut; † 27. Dezember 1997) war ein US-amerikanischer Autor und Journalist, der über 60 Jahre lang für das Magazin The New Yorker schrieb. Außerdem verfasste Gill zahlreiche Filmkritiken sowie einige Bücher.

## Leben
Gill besuchte die elitäre Universität in Yale, wo er im Jahre 1936 seinen Abschluss machte. Während seiner Studienzeit wurde er Mitglied der berüchtigten Studentenverbindung Skull & Bones. Die meiste Zeit seines Lebens lebte Gill in Bronxville, New York und Norfolk, Connecticut.
Gill war ein Freund der bildenden Kunst und trat außerdem aktiv für den Erhalt von architektonisch wertvollen Baudenkmälern ein. Er war lange Jahre der Vorsitzende der Andy Warhol Foundation for the Visual Arts.
Als Autor verfasste Gill neben unzähligen Zeitungs- und Zeitschriftenartikeln 15 Bücher, einschließlich Here at The New Yorker, in dem er über seine Zeit als Redakteur beim New Yorker schrieb. 1995 wurde er in die American Academy of Arts and Letters gewählt.
Brendan Gill starb am 27. Dezember 1997 im Alter von 83 Jahren eines natürlichen Todes.
Sein Sohn Michael Gates Gill ist ebenfalls als Autor in Erscheinung getreten mit dem Buch How Starbucks Saved My Life: A Son of Privilege Learns to Live Like Everyone Else. Außerdem ist sein jüngster Sohn, Charles Gill, Autor von The Boozer Challenge und eifert damit ebenfalls dem Vater nach.

## Zitat
„Es gibt nicht den geringsten Beweis dafür, dass das Leben ernst sein muss“

## Bibliographie (Auszug)
Bücher
- Many Masks. A Life of Frank Lloyd Wright. Heinemann, London 1990, ISBN 0-434-29274-5.
- Here at „The New Yorker“. Da Capo Press, New York 1997, ISBN 0-306-80810-2 (Nachdr. d. Ausg. New York 1975).
- Late Bloomers. Artisan Books, New York 1996, ISBN 1-885-18348-8.
- Ways of Loving. Joseph Books, London 1975 (Kurzgeschichten).
- The malcontents. Jovanovich, New York 1973.
- Cole. A biographical essay. Holt, Rinehart & Winston, New York 1972, ISBN 0-03-086710-X.

Erzählungen
- Mother Coakley's reform. In: Margaret C. Scoggin (Hrsg.): More chucklebait. Funny stories for everyone. Knopf, New York 1951 (illustriert von Saul Steinberg).
- The text. In: Martha Foley (Hrsg.): The best American short stories. Houghton Mifflin, New York 1945.
- The knife. In: William R. Wood (Hrsg.): Short, short stories. Harcourt Brace, New York 1951.